# Prolibytherium
Genre
Prolibytherium est un genre fossile d'artiodactyles de la famille des Prolibytheriidae (super-famille des giraffoïdes), qui vivaient au Miocène inférieur en Afrique du Nord et en Asie du Sud.

## Datation
Les deux espèces connues vivaient au Miocène inférieur (Burdigalien) il y a environ 16,9 à 16 millions d'années en Afrique du Nord (Prolibytherium magnieri) et il y a environ 19 millions d'années dans l'actuel Pakistan (Prolibytherium fusus).

## Liste des espèces
Selon GBIF (7 juin 2025) :
- Prolibytherium magnieri Arambourg, 1961 - ressemblait superficiellement à un okapi. Long d'environ 1,80 mètre, il présentait un net dimorphisme sexuel. Le mâle portait sur la tête une paire d'ossicônes en forme de feuilles larges de 35 centimètres, tandis que ceux de la femelle étaient minces, ressemblant à des cornes[4].
- Prolibytherium fusus Danowitz et al., 2016 - plus ancien, possédait également d'importants ossicônes, bien que ceux-ci n'aient pas été retrouvés sur le crâne découvert[2].

## Classification
Le genre Prolibytherium et son espèce type ont été décrits en 1961 par le paléontologue français Camille Arambourg.
Une seconde espèce a été décrite en 2015 sur la base d'un fossile trouvé au Pakistan.
La classification de Prolibytherium est restée longtemps discutée. Il a d'abord été décrit comme apparenté à Sivatherium (en tant que précurseur de Sivatherium maurusium). Par la suite, il a été considéré comme un palaeomerycidé, un climacoceratidé ou un giraffoïde basal. La découverte et l'étude d'un crâne de femelle en 2010 ont conduit à le considérer comme un climacoceratidé. Une étude de 2019 l'a assigné à une nouvelle famille : les Prolibytheriidae, qui reste toutefois une famille de giraffoïdes.

### Étymologie
Libytherium signifie « bête de Libye ».

### Publication originale
- C. Arambourg, « Prolibytherium magnieri, un velléricorne nouveau du Burdigalien de Libye », Compte rendu sommaire des séances de la Société géologique de France, France, vol. 3,‎ 1961, p. 61–62 (ISSN 0037-9417).